# 喬治·范·比斯布魯克
喬治·范·比斯布魯克（ George A. Van Biesbroeck、,/vænˈbiːzbrʊk/,、1880年1月21日–1974年2月23日）是比利時裔美國天文學家。他曾在比利時、德國和美國的天文台工作。他專門從事雙星、小行星和彗星的觀測，以其作為觀測天文學家的長期職業生涯而聞名。

## 發現
他發現週期彗星53P/范·比斯布魯克彗星以及兩顆非週期彗星：C/1925 W1(Van Biesbroeck 1)和C/1935 Q1 (Van Biesbroeck 2)。
1922年至1939年間，他還發現了16顆小行星和43顆雙星。
1961年，他出版了范·比斯布魯克恆星目錄（Van Biesbroeck's star catalog）。在這篇文章中，他對一些非常微弱的恆星進行了編目，這些恆星在發現時被分配給了VB編號。
他發現的一顆著名恆星是非常小的紅矮星伴星VB 10，也稱為格利澤752 B，主星為沃夫1055。這顆恆星的獨特之處在於它的絕對星等為19等，是當時已知的所有恆星中最低的，並且被認為是所有恆星中可能的最低星等。VB 10被授予范·比斯布魯克之星稱號，以表彰他的這項貢獻。